# Bühl (Bade-Wurtemberg)
Pour les articles homonymes, voir Bühl.
Bühl est une ville d'Allemagne, située dans le Land de Bade-Wurtemberg.

## Histoire
Histoire de la communauté juive et de sa synagogue

### XXesiècle

#### regroupement de communes
Les municipalités et districts suivants ont été intégrés à la ville de Bühl:
- 1934 : Kappelwindeck
- 1936 : Burg Windeck (de)
- 1er janvier 1971 : Neusatz (de) (avec Waldmatt incorporé en 1936) et Oberweier
- 1er janvier 1972 : Balzhofen, Eisental et Oberbruch
- 1er janvier 1973 : Altschweier, Moos (de), Vimbuch (de), et Weitenung (de).

|               |
| Kappelwindeck |

|         |
| Windeck |

|         |
| Neusatz |

|          |
| Waldmatt |

|           |
| Oberweier |

|           |
| Balzhofen |

|          |
| Eisental |

|           |
| Oberbruch |

|             |
| Altschweier |

|      |
| Moos |

|         |
| Vimbuch |

|           |
| Weitenung |

#### Ancienne ville de garnison des forces française en Allemagne
Ancienne garnison des Forces françaises en Allemagne la ville abritait notamment :
- 351e hôpital central des armées Francis-Picaud (351e HCA) de 1956 à 1994 situé actuelle Francis-Picaud-Straße .
- 32e section d'infirmiers militaires (32e SIM) de 1960 à 1992 quartier Negrier
- 610e centre de ravitaillement du service de santé des armées (610e CRSS) quartier Negrier.
- 611e centre de ravitaillement du service de santé des armées (611e CRSS) quartier Negrier.
- Pharmacie Régionale des FFA quartier Negrier
- 201e compagnie d'intendance (201e CI) de 1970 à 1971 devenu 612e compagnie d'intendance (612e CI) de 1971 à 1978, devenu 612e groupement d'intendance (612e GI) de 1978 à 1984, et devenu 612e groupement du commissariat de l'Armée de terre (612e GCAT) de 1984 à 1994 devenu enfin 2e groupement logistique du commissariat de l'Armée de terre (2e GLCAT) de 1994 à 1999 à l'adresse Fridolin Stiegler Straße, 13.
- Direction de l’économat de l'armée.
- Service des transports de l'économat de l'armée dit " le garage ".
- 2e compagnie de poste militaire (2e CPM) du 23 octobre 1992 au 30 juin 1994 Quartier Pennanec'h.
- École primaire française de Bühl
- Centre de réadaptation professionnelle du sanatorium Résistance (CRP Résistance) de 1945 à manque l'année de départ
- Centre de réadaptation professionnelle Stalingrad (CRP Stalingrad) du 1er octobre 1945 au 20 juin 1949 situé dans le monastère Kloster Maria hilf Carl-Netter-Straße 7
- Centre d'instruction du groupe de circulation routière 521 (GCR521) du 4 octobre 1948 au manque l'année de départ Camp Robé Robert, Altschweier

## Économie

### Agriculture
La ville est célèbre pour ses quetsches et le vin d'Affental.

### Industrie
Plusieurs entreprises internationales ont établi leur siège social ou un établissement à Bühl (liste à compléter) :
UHU GmbH & Co. KG, chimie (adhésifs) ;
LuK GmbH, équipement automobile ;
Gummi-Metall-Technik GmbH (GMT), fabrication, négoce de produits et semi-produits en caoutchouc ;
GlaxoSmithKline Geschäftsbereich Consumer Healthcare, filiale de GlaxoSmithKline, industrie pharmaceutique ;
Robert Bosch GmbH, équipement automobile.

### Tourisme

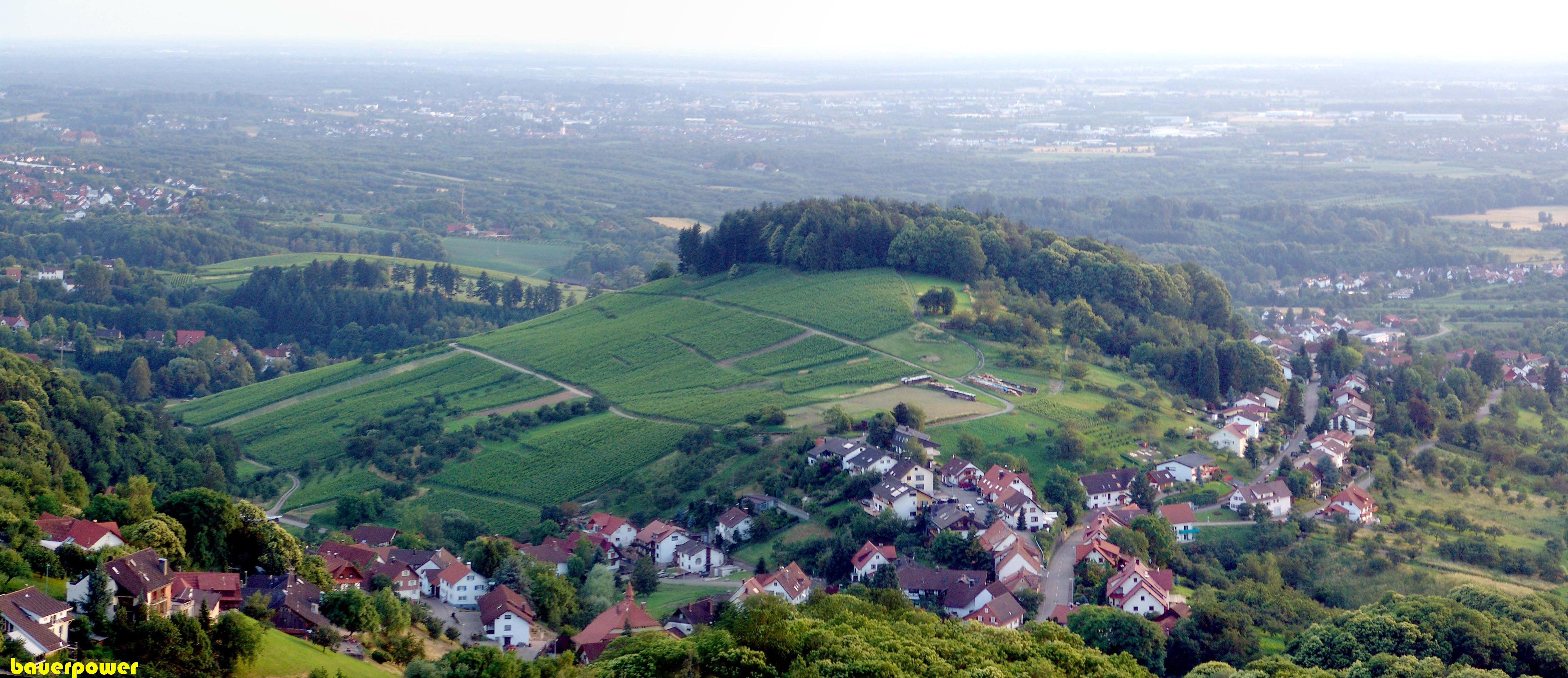
Panorama depuis les ruines du chateau d'Alt-Windeck

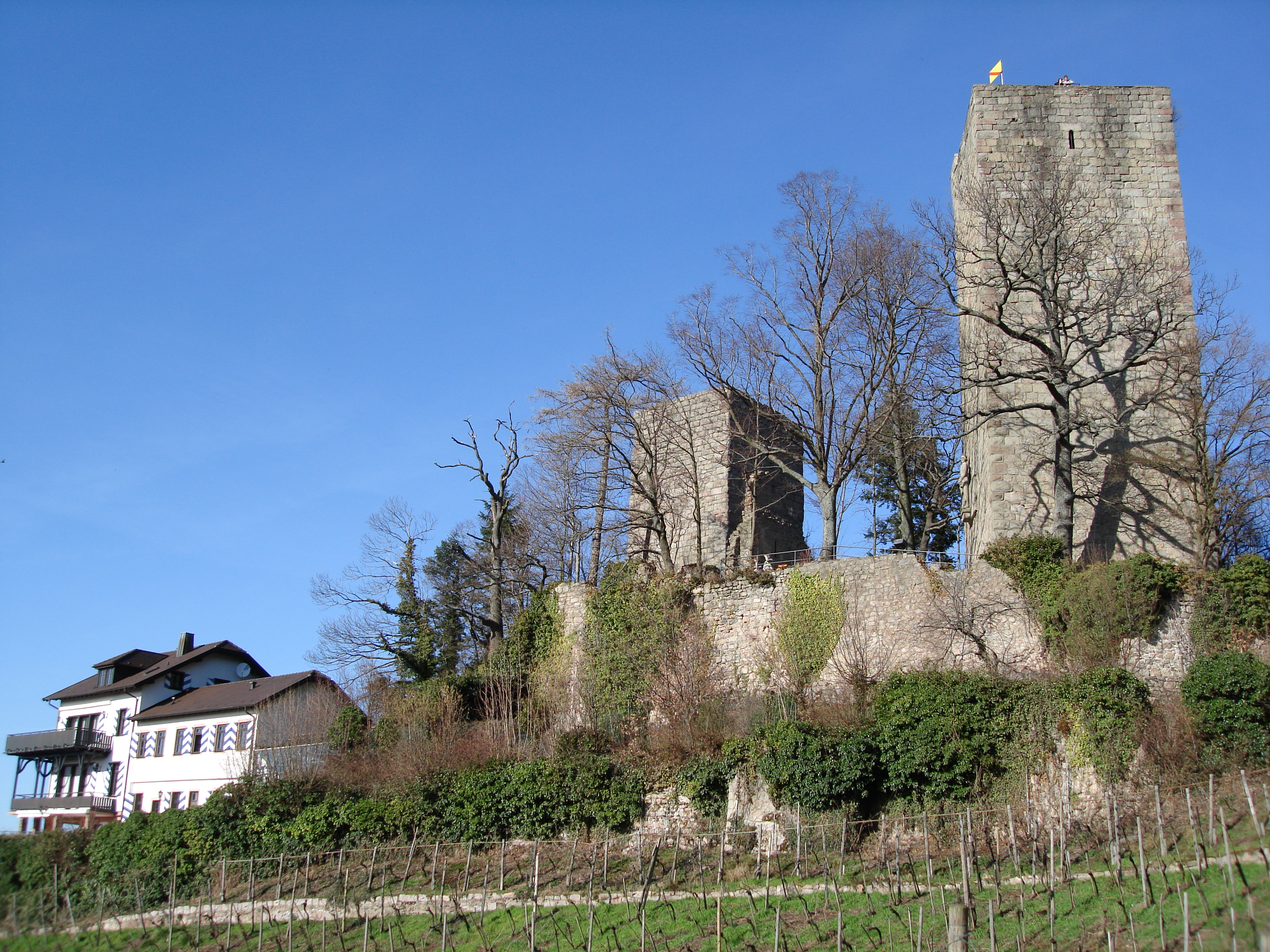
Burg Windeck.

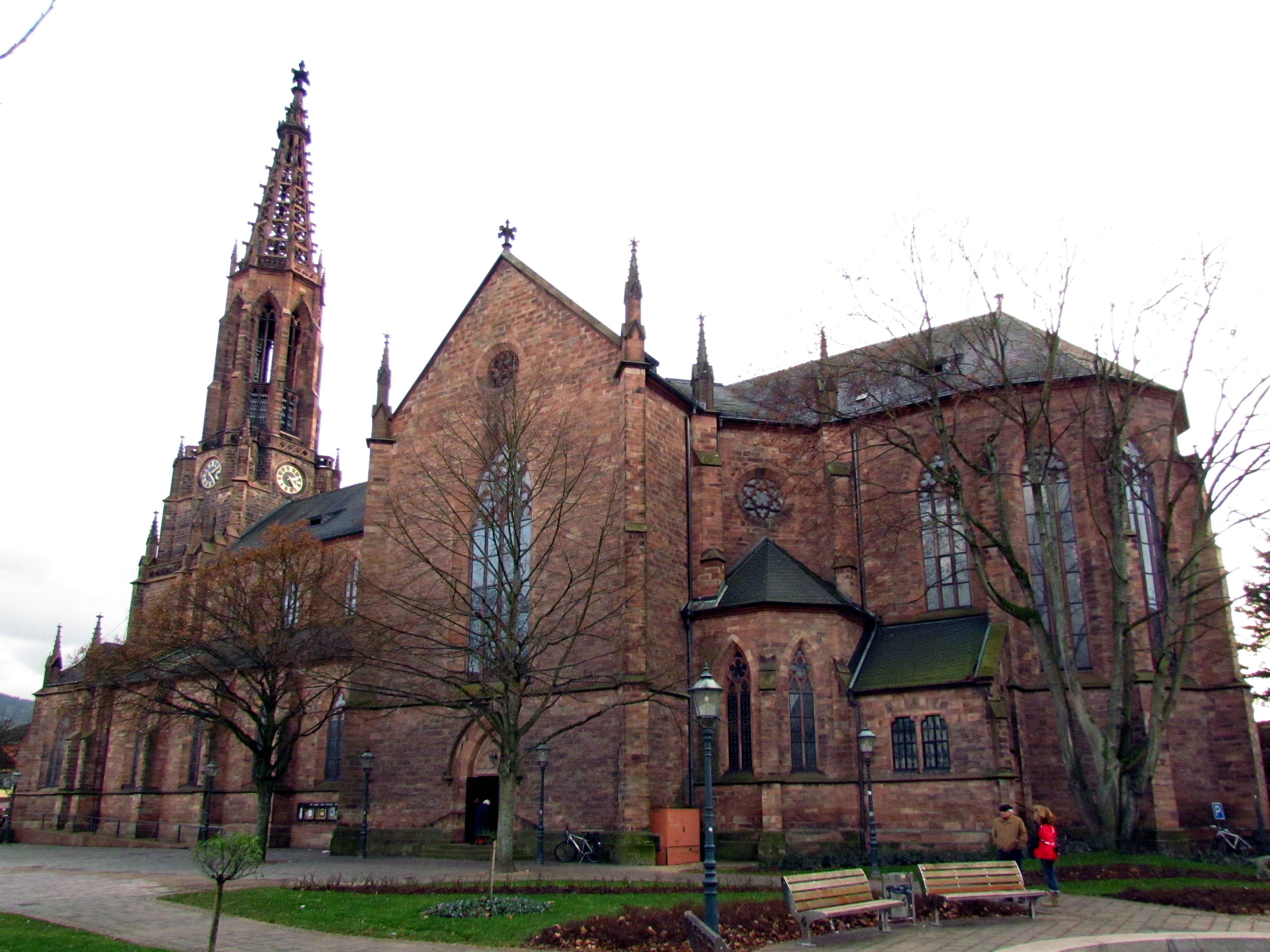
Église Saint-Pierre-et-Saint-Paul.

La ville offre de nombreux but d'excursion :
- les ruines du château Alt-Windeck avec l’immense donjon et une vue sur le Land jusqu’aux Vosges,
- les chutes de Gertelbach à Bühlertal,
- l'église baroque Sainte-Marie à Kappelwindeck,
- l'église paroissiale Saints-Pierre-et-Paul,
- le Friedenskreuz (croix de la paix),
- le chemin de Saint-Jacques de Compostelle d'Ortenau,
- le musée de Bühl et le musée régional à Weitenung (de),
- les visites des caves et dégustations de vins,
- le sentier de découverte de la forêt « Walderlebnispfad » près des ruines du château Alt-Windeck,
- les sentiers arboricoles et viticoles,
- les excursions dans les fermes de Kinzigtal.

## Festivité
La fête de la quetsche a lieu chaque année au mois de septembre et permet des dégustations de tartes.

## Personnalités liées à la ville
- Albert de Hohenzollern (1898-1977), compositeur mort au château de Bühl

## Jumelages
La ville de Bühl est jumelée avec:
- Villefranche-sur-Saône (France) depuis 1987
- Schkeuditz (Allemagne) depuis 1991
- Mattsee (Autriche) depuis 1972
- Vilafranca del Penedès  (Espagne) depuis 2002
- Raion de Călăraşi (Moldavie) depuis 1990
- Mommenheim (France) depuis 2004
- Velten (Allemagne)